# The Fifth Musketeer
The Fifth Musketeer è un film del 1979 diretto da Ken Annakin. 
Il film è liberamente ispirato al romanzo d'avventura I tre moschettieri (1846) di Alexandre Dumas.

## Trama
Il fratello gemello di Luigi XIV viene ingiustamente imprigionato, e il suo volto è nascosto da una maschera di ferro, che egli non può rimuovere da solo. L'anziano D'Artagnan e i suoi amici moschettieri cercano di porre fine a questa ingiustizia e di liberare il misterioso prigioniero, perché solo lui ha il diritto di pretendere il trono di Francia. Questi eventi portano a numerosi equivoci e intrighi a corte.

## Produzione
Il film, girato in inglese, è stato realizzato principalmente negli studi cinematografici Rosenhügel di Vienna.

## Distribuzione
Il film non è stato distribuito per molti anni. Si riteneva che ciò fosse dovuto in parte all'insuccesso finanziario di un altro film realizzato dalla casa di produzione austriaca Sacha-Wien Films, Gigi (A Little Night Music). Inoltre, ciò era anche legato al fatto che un altro adattamento, L'uomo dalla maschera di ferro, era stata trasmessa di recente in televisione.
Alla fine, il titolo del film fu cambiato in The Fifth Musketeer, sebbene il film finale non avesse alcuna affiliazione con i celebri film di Richard Lester, The Three Musketeers e The Four Musketeers, se non per il fatto che entrambi si basavano sulle storie di Dumas. Il titolo fu scelto per sfruttare il recente successo di quei film e per informare il pubblico che si trattava degli stessi personaggi coinvolti nella trama.